# Ana Helena Chacón
Ana Helena Chacón Echeverría (ur. 1 listopada 1961 w Kostaryce) – kostarykańska polityczka i dyplomatka. Druga wiceprezydent Kostaryki w latach 2014–2018.

## Życiorys

### Młodość i edukacja
Jest córką Luisa Manuela Chacóna, byłego przewodniczącego Partido Unidad Social Cristiana.

### Kariera zawodowa
Utworzyła pierwszą organizację pozarządową w Kostaryce skupiającą się na pomocy ludziom z zespołem Downa.
W 2010 roku dołączyła do prowadzonej w ramach Programu Narodów Zjednoczonych ds. Rozwoju i wspieranego przez Agencję Stanów Zjednoczonych ds. Rozwoju Międzynarodowego – Global Commission on HIV and the Law, komisji zajmującej się badaniem sytuacji osób zarażonych HIV. W latach 2010–2011 zarządzała firmą Deloitte w Kostaryce. W latach 2011–2013 była członkinią rady fundacji PANIAMOR, organizacji pozarządowej wspierającej prawa dzieci.
Jest ekspertką ds. polityki publicznej i działań międzynarodowych w Oxford Poverty and Human Development Initiative prowadzoną przez Uniwersytet Oksfordzki.

### Działalność polityczna
W latach 2002–2006 była wiceministrą w Ministerstwie Spraw Wewnętrznych Kostaryki odpowiedzialną za bezpieczeństwo wewnętrzne w administracji Abela Pacheco.
W latach 2006–2010 była deputowaną Parlamentu Kostaryki z ramienia partii Unidad Social Cristiana. W trakcie swojej kadencji była jednym z trojga parlamentarzystów, którzy zaproponowali prawo uznające związki jednopłciowe w Kostaryce.
W październiku 2013 roku Luis Guillermo Solís z Partii Działania Obywatelskiego ubiegający się o urząd Prezydenta Kostaryki zaoferował jej ubieganie się stanowisko jednego z dwóch wiceprezydentów Kostaryki. Kandydatem na pierwszego wiceprezydenta został Helio Fallas. W wyborach generalnych w Kostaryce w 2014 roku zwyciężyli w drugiej turze, zdobywając 1 338 321 z 1 720 921 ważnych głosów (77,77%) oraz zwyciężając w każdej z prowincji Kostaryki. Jako wiceprezydentka była odpowiedzialna za politykę społeczną kraju.
Pod koniec 2018 roku prezydent Kostaryki Carlos Alvarado Quesada mianował ją ambasadorką kraju w Hiszpanii, stanowisko to pełniła do 2022 roku gdy nowy prezydent Rodrigo Chaves Robles odwołał wielu ambasadorów Kostaryki ze stanowiska.

### Życie prywatne
Mieszka w Guadalupie. Ma córkę z niepełnosprawnością.